# Cusitas

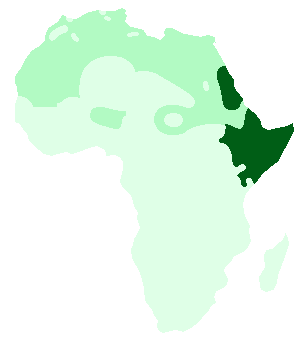
Distribución de las lenguas cushitas.
Otras lenguas afroasiáticas.

Los cusitas, cushitas o kushitas es un grupo de etnias de la rama afroasiática (la misma a la que pertenecen semitas y bereberes) localizado en el Cuerno de África (Etiopía, Eritrea y Somalia) y parte de la costa sudanesa del mar Rojo que se caracterizan por hablar lenguas cushitas.
Los pueblos más importantes de este grupo son los oromo (25 millones, principalmente en Somalia), somalíes (15 millones en Somalia),  sidama (en Etiopía, 2 millones), hadiya (1,6 millones), kambata (1,4 millones) y los afar.
Los cushitas reciben su nombre del reino de Kush, un antiguo estado (750 a. C.) contemporáneo al Imperio egipcio localizado al norte de Sudán o Nubia —Kush era el nombre de Nubia en egipcio antiguo.
Según la Biblia Hebrea, en la sección del Pentateuco del Libro Números (12:1-16) Moisés tomó por esposa a una cusita. 
- Datos: Q2065086